# Лесовой, Митрофан Трофимович
Митрофан Трофимович Лесовой (1905—1943) — майор Рабоче-крестьянской Красной Армии, участник Великой Отечественной войны, Герой Советского Союза (1944, посмертно). Погиб в бою.

## Биография
Митрофан Лесовой родился 23 ноября 1905 года в селе Рубежное Волчанского уезда в крестьянской семье. После окончания четырёх классов школы работал в сельском хозяйстве. В 1927 году Лесовой был призван на службу в Рабоче-крестьянскую Красную Армию. В 1928 году он окончил командные курсы, в 1932 году — Киевскую объединённую военную школу. Член ВКП(б) с 1937 года. Участвовал в боях советско-финской войны. С июня 1941 года — на фронтах Великой Отечественной войны.
К сентябрю 1943 года майор Митрофан Лесовой командовал 635-м стрелковым полком 143-й стрелковой дивизии 60-й армии Центрального фронта. Отличился во время освобождения Черниговской области Украинской ССР. В период с 16 по 18 сентября 1943 года полк Лесового отразил ряд немецких контратак. Развив наступление, полк успешно переправился через Десну и Днепр. 30 сентября 1943 года Лесовой в бою получил смертельное ранение. Похоронен в братской могиле в городе Остёр.

## Награды
Указом Президиума Верховного Совета СССР от 3 июня 1944 года за «образцовое командование полком и проявленные при этом личное мужество и героизм» майор Митрофан Лесовой посмертно был удостоен высокого звания Героя Советского Союза. Также был награждён орденами Ленина и Красного Знамени.

## Память
В честь Лесового названы улицы в Конотопе и Остре.